# Pensacola Mountains
Die Pensacola Mountains sind eine große Gruppe von Gebirgszügen und einzelnen Berggipfeln, die sich in nordost-südwestlicher Ausrichtung über rund 450 Kilometer im westantarktischen Queen Elizabeth Land erstrecken. Zu ihnen gehören die Argentina Range, die Forrestal Range, das Dufek-Massiv, die  Cordiner Peaks, die Neptune Range, die Patuxent Range, die Rambo-Nunatakker und der Pecora Escarpment. Durch sie fließen der Foundation-Eisstrom und der Support-Force-Gletscher nordwärts zum Filchner-Ronne-Schelfeis. 
Entdeckt und fotografiert wurden die Pensacola Mountains während des durch die United States Navy durchgeführten Transkontinentalfluges am 13. Januar 1956 im Rahmen der ersten Operation Deep Freeze vom McMurdo-Sund zum Weddell-Meer und zurück. Das Advisory Committee on Antarctic Names benannte sie 1957 nach der Naval Air Station Pensacola in Erinnerung an die historische Bedeutung dieser Einrichtung bei der Pilotenausbildung. Die kartografische Erfassung des Gebiets erfolgte durch den United States Geological Survey und mithilfe von Luftaufnahmen aus den Jahren 1956 bis 1967.

## Weblinks

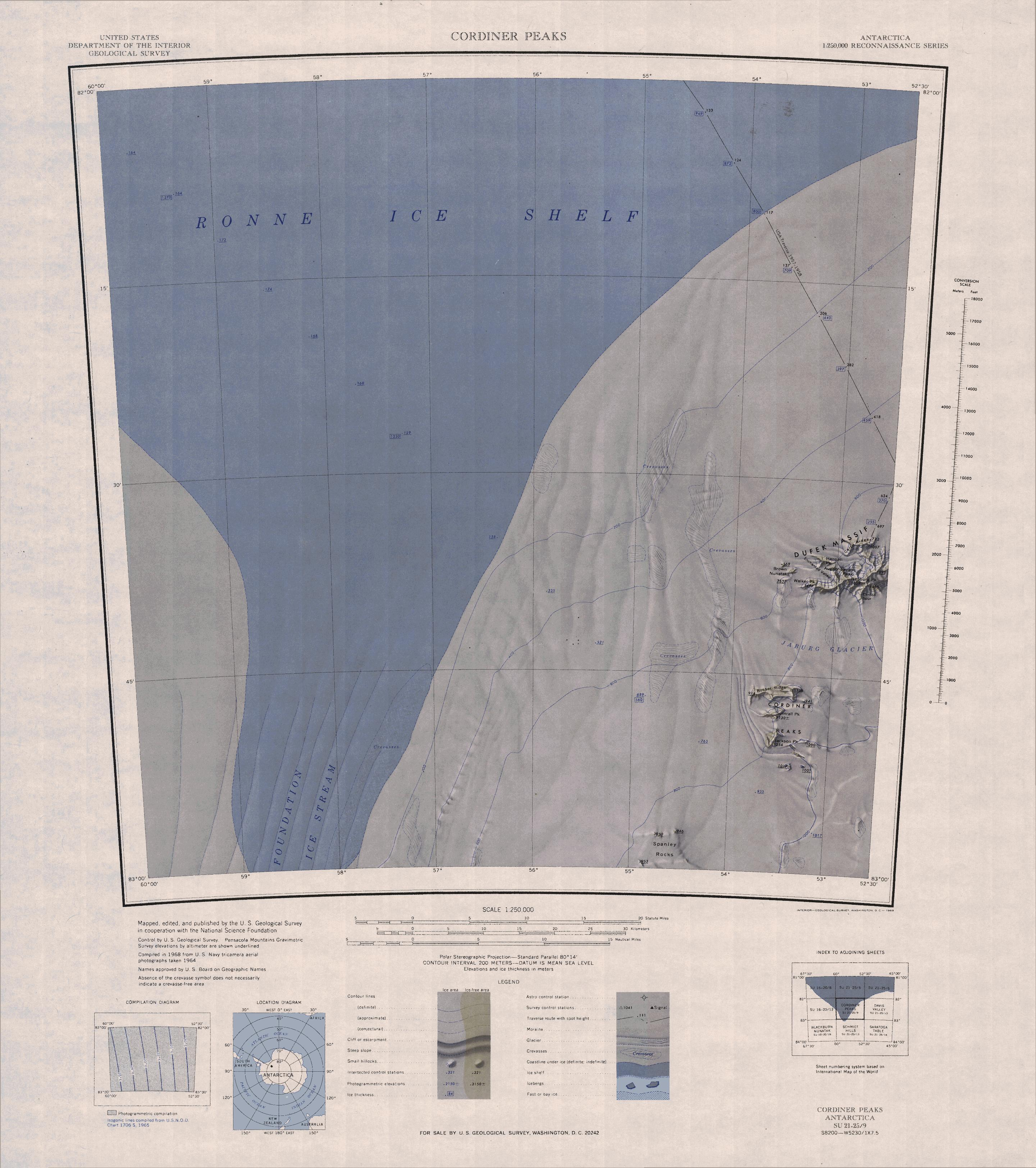
Cordiner Peaks, Dufek-Massiv und Spanley Rocks
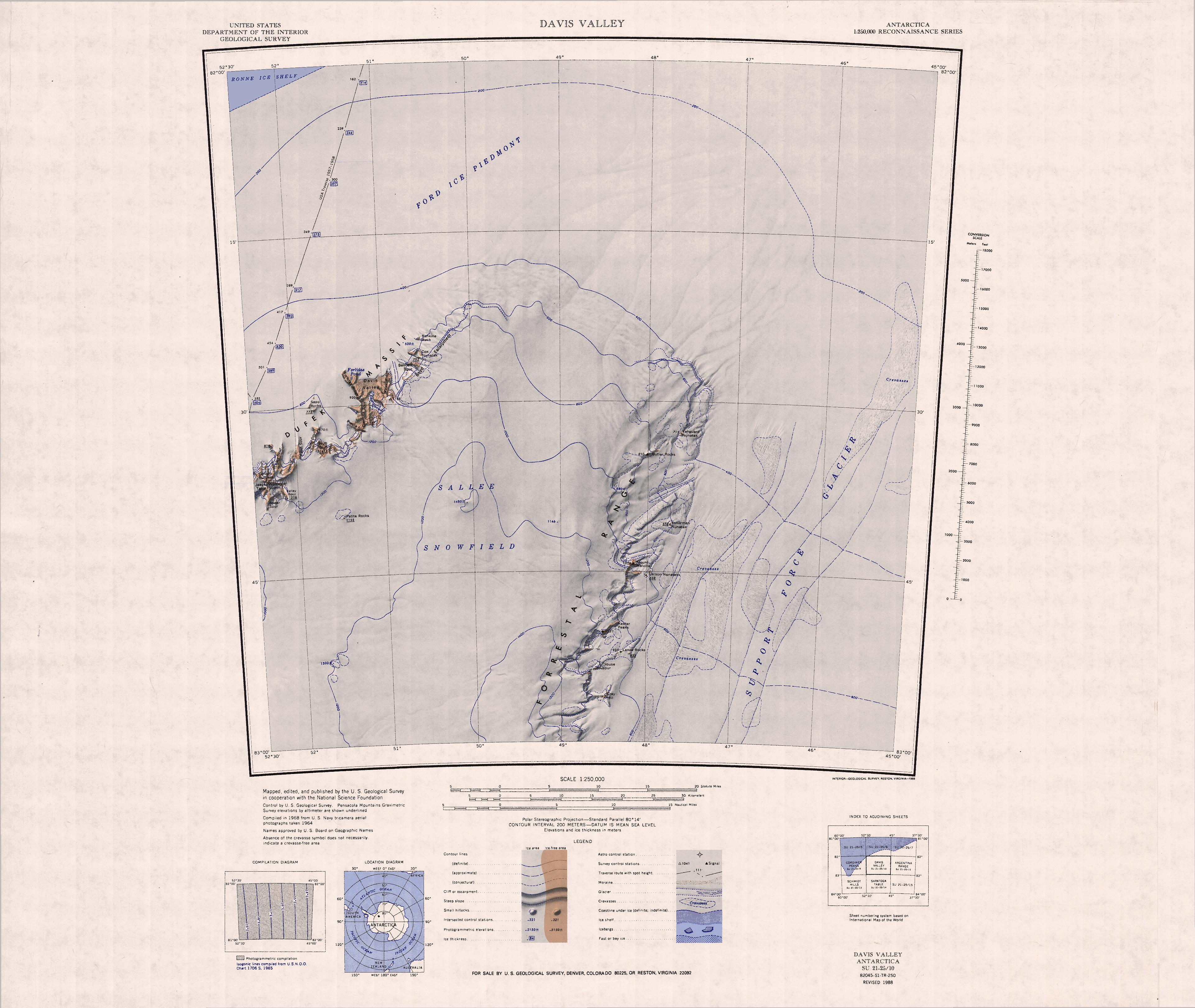
Ford-Piedmont-Gletscher, Dufek-Massiv, Sallee-Schneefeld, Forrestal Range
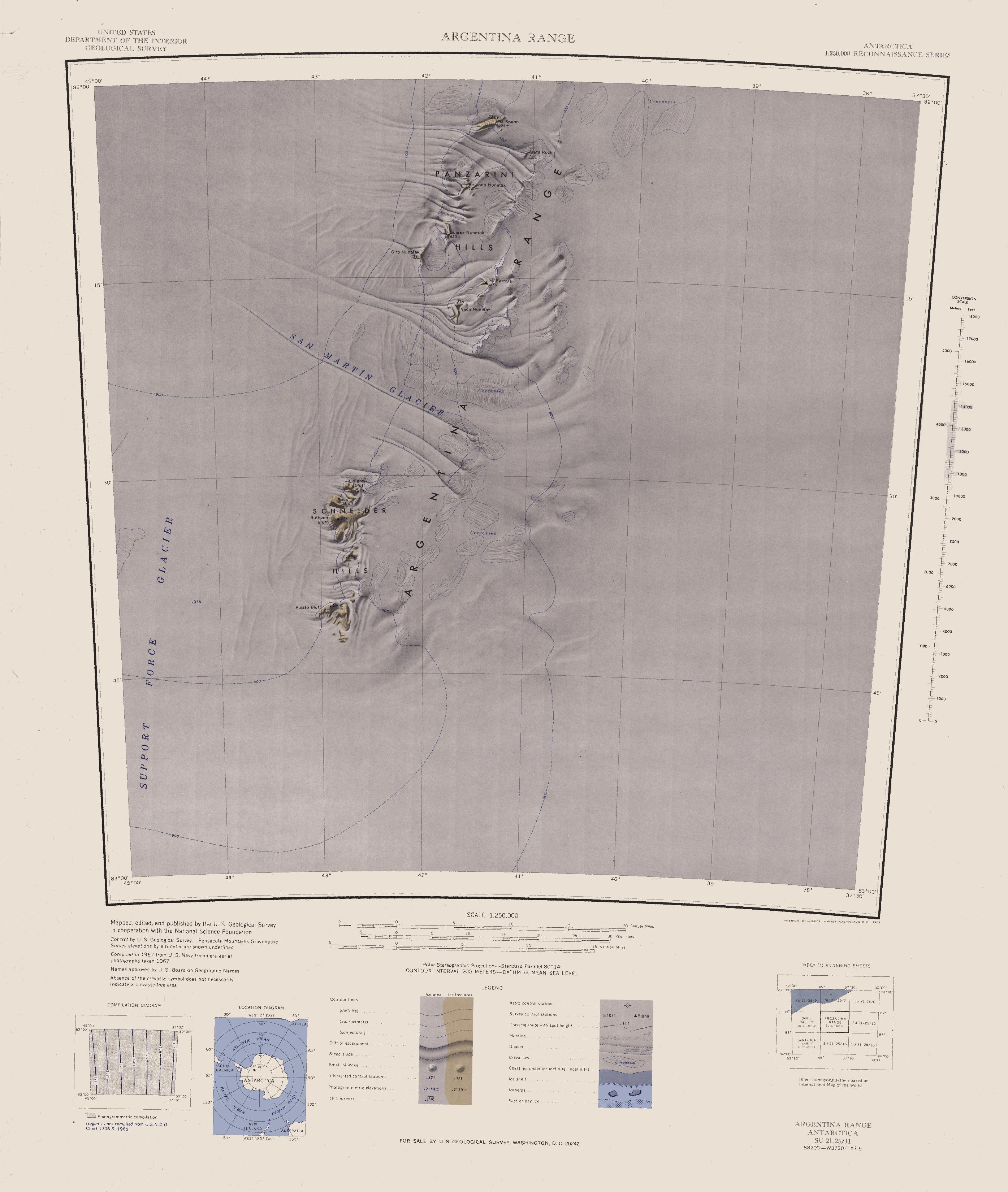
Support-Force-Gletscher und Argentina Range

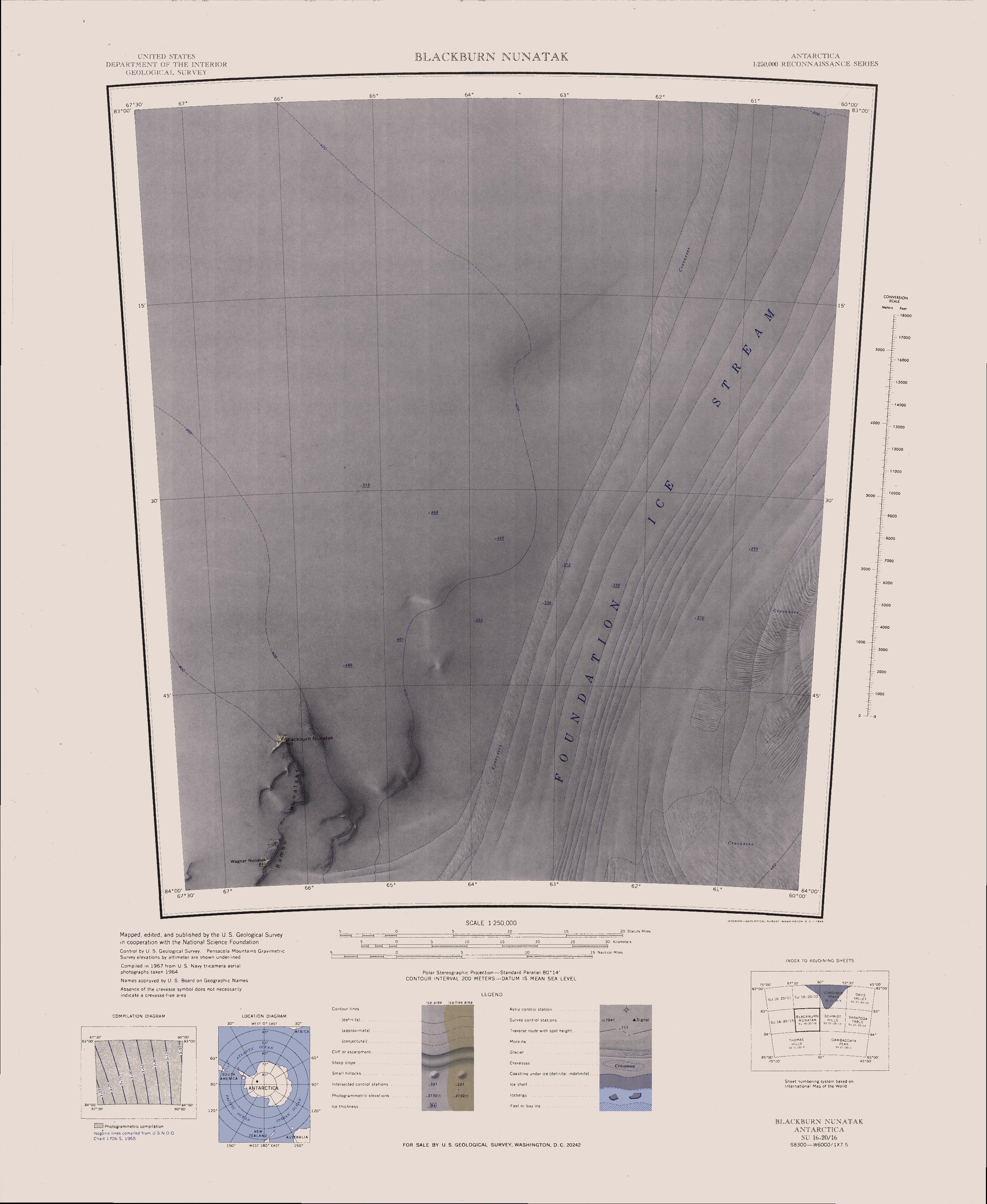
Rambo-Nunatakker und Foundation-Eisstrom
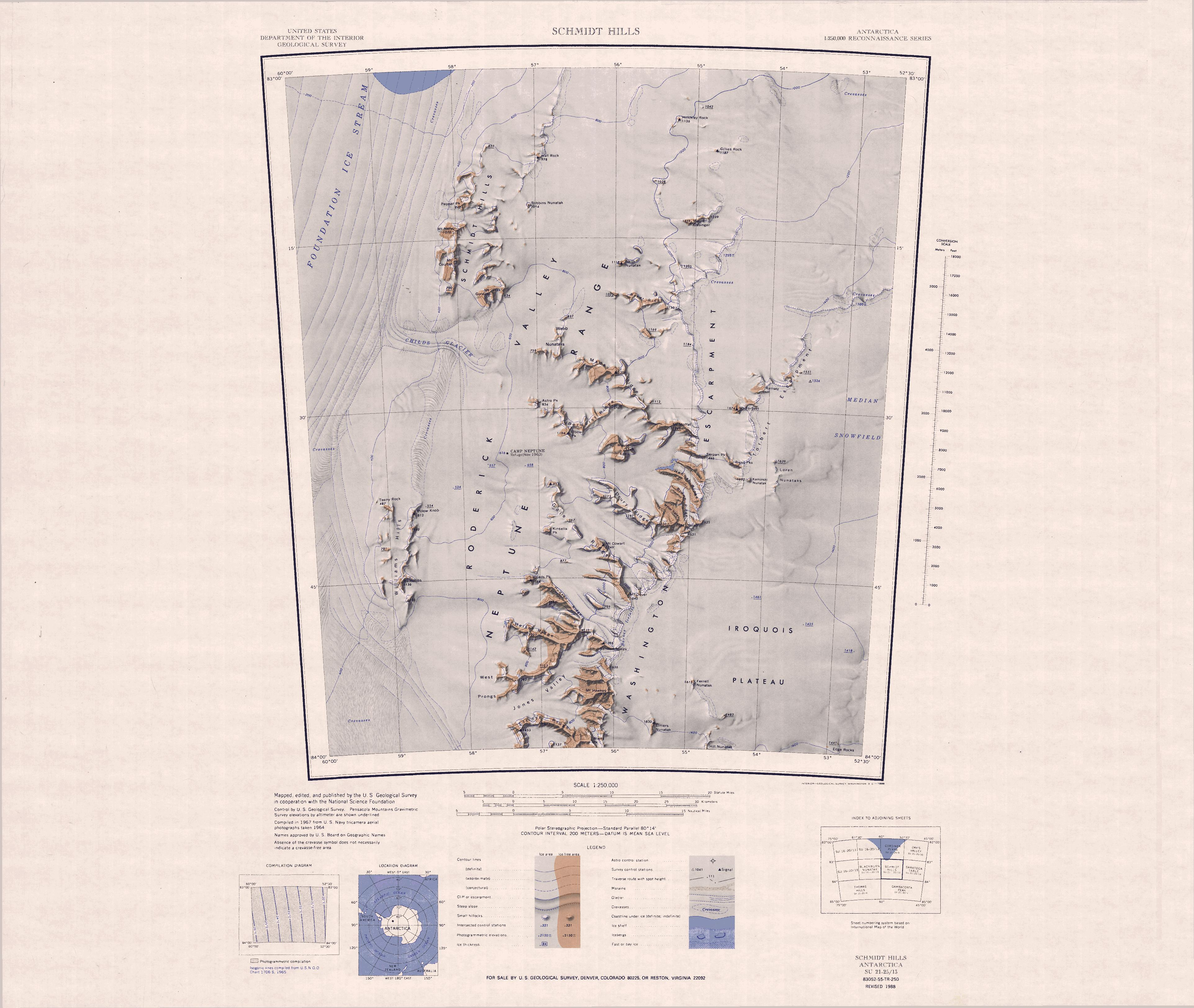
Schmidt Hills, Williams Hills, Neptune Range und Iroquois-Plateau